# Rudalt de Vannes
Rudalt de Vannes (Xe siècle), fils d'Alain Ier, roi de Bretagne, comte de Vannes et de Nantes, fut comte de Vannes vers 907-915/920. Il est le dernier comte connu de Vannes avant les invasions vikings et le rattachement du comté au domaine ducal sous Conan Ier.

## Biographie

### Origine
Rudalt est l’un des deux fils survivants du roi Alain Ier de Bretagne. Selon Noël-Yves Tonnerre, son nom germanique « Rudalt » est une variante du nom « Hrodolt-Frouald » porté un siècle plus tôt par un comte de Vannes, frère et associé du Marquis Guy de Nantes de la famille des Widonides. Cette dernière devait vraisemblablement avoir un lien lignagé, sans doute en ligne féminine, avec celle d’Alain le Grand originaire de la même région.
Vers 907 après la mort du roi de Bretagne la plus grande confusion semble avoir régné dans sa succession. Sans doute faute d’un accord entre ses fils Rudalt et Derrien et ses gendres Mathuedoï de Poher et le comte Tanki, la souveraineté de la Bretagne leur échappa avant d’être assurée par un nommé Gourmaëlon qui était comte de Cornouaille.
Rudalt doit se contenter du comté de Vannes où il règne « post mortem patri sui». Il quitte probablement la Bretagne,
où il est encore mentionné dans une notice du cartulaire de Redon du 30 novembre 912, comme la plus grande partie de l'aristocratie vraisemblablement vers 915-920 lors de l’invasion viking et il semble ne jamais y être revenu. Avec lui disparaît le titre de comte de Vannes.

### Postérité
La postérité de Rudalt demeure hypothétique toutefois sur la base de l’onomastique Noël-Yves Tonnerre considère qu’il est vraisemblable que Rudalt soit :
- le père ou le grand-père d'Orscand de Vannes évêques de Vannes mort vers 992 dont le fils est également nommé Rudalt ;

- l’ancêtre du lignage de Rieux où l’on enregistre encore l’alternance régulière des noms Alain et Rudalt au XIe siècle[4].